# Astek
Astek (Analiza STatytstyczna Danych EKsperymentalnych , Analiza Statystyczna Eksperymentów) – język programowania opracowany w Instytucie Maszyn Matematycznych z Warszawy i zrealizowany dla komputerów ZAM-41 pracujących pod systemem operacyjnym stosowanym na tych komputerach: SO-141. Język przeznaczony był do statystycznej analizy: statycznej i dynamicznej, danych eksperymentalnych. W języku tym dokonywano opisu oraz obróbki danych uzyskanych z rzeczywistego procesu. Można było wykorzystywać metody: regresji, korelacji, analizy widmowej. Na język składał się zbiór instrukcji obejmujący operacje dotyczące działania na zbiorach, operacje arytmetyczne, operacje logiczne umożliwiające między innymi podejmowanie decyzji i selekcji danych pomiarowych, parametrów, czy wariantów analizy, oraz instrukcje specjalne obejmujące elementy analizy statystycznej, w tym między innymi operacje dotyczące wspomnianych wyżej metod analizy, tj. instrukcje: REGRESJA, KORELACJA, FTEST (test F. Fishera), FFT (Fast Fourier Transform), WIDMO i inne. Używany był w Polsce między innymi w instytutach związanych z przemysłem chemicznym .